# Staro Štefanje
Staro Štefanje falu Horvátországban Belovár-Bilogora megyében. Közigazgatásilag Štefanjéhez tartozik.

## Fekvése
Belovártól légvonalban 13, közúton 18 km-re délnyugatra, községközpontjától 3 km-re északra a Belovárt Csázmával összekötő 43-as számú főúttól északnyugatra, a Sišćani és a Blaticai halastavak között fekszik.

## Története
A falu a török kiűzése után a 17. században keletkezett, amikor katolikus horvát lakossággal telepítették be. 1774-ben az első katonai felmérés térképén „Dorf Sztaro Stefanie” néven szerepel. A Horvát határőrvidék részeként a Kőrösi ezredhez tartozott. Lipszky János 1808-ban Budán kiadott repertóriumában „Stefanye” a neve.  
Nagy Lajos 1829-ben kiadott művében ugyancsak „Stefanye (Vetus)” néven 86 házzal, 459 katolikus vallású lakossal találjuk. A település 1809 és 1813 között francia uralom alatt állt.
A katonai közigazgatás megszüntetése után Magyar Királyságon belül Horvátország része, Belovár-Kőrös vármegye Belovári járásának része lett. A településnek 1857-ben 433, 1910-ben 515 lakosa volt. 1918-ban az új szerb-horvát-szlovén állam, majd később Jugoszlávia része lett. 1941 és 1945 között a németbarát Független Horvát Államhoz, majd a háború után a szocialista Jugoszláviához tartozott. A háború után a fiatalok elvándorlása miatt lakossága folyamatosan csökkent. 1991-től a független Horvátország része. 1991-ben csaknem teljes lakossága horvát volt. A délszláv háború idején mindvégig horvát kézen maradt. 2011-ben 186 lakosa volt, akik főként mezőgazdaságból éltek.

## Lakossága
| Lakosság változása | Lakosság változása | Lakosság változása | Lakosság változása | Lakosság változása | Lakosság változása | Lakosság változása | Lakosság változása | Lakosság változása | Lakosság változása | Lakosság változása | Lakosság változása | Lakosság változása | Lakosság változása | Lakosság változása | Lakosság változása |
| ------------------ | ------------------ | ------------------ | ------------------ | ------------------ | ------------------ | ------------------ | ------------------ | ------------------ | ------------------ | ------------------ | ------------------ | ------------------ | ------------------ | ------------------ | ------------------ |
| 1857               | 1869               | 1880               | 1890               | 1900               | 1910               | 1921               | 1931               | 1948               | 1953               | 1961               | 1971               | 1981               | 1991               | 2001               | 2011               |
| 433                | 0                  | 0                  | 480                | 517                | 515                | 502                | 448                | 443                | 417                | 392                | 298                | 259                | 229                | 212                | 186                |

(1869-ben és 1880-ban lakosságát Štefanjéhez számították.)